# Валентини, Алекс
Алекс Валентини (итал. Alex Valentini; род. 5 апреля 1988 года в Гвасталле, Италия) — итальянский футболист, вратарь.

## Карьера
Алекс является воспитанником клуба «Мантова». Он не провёл ни одной игры за родную команду, дважды отправляясь в аренду в клубы из Серии C и Серии D. В 2010 году Алекс перешёл из «Мантовы» в «Про Верчелли». В стане «львов» он провёл 3 сезона в качестве основного вратаря, отыграв 104 встречи в Лиге Про и Серии B. В 2013 году Алекс перебрался в «Ла Специю», где принял участие всего в 4 играх сезона 2013/14. В 2014 году он был арендован «Читтаделлой», а год спустя — швейцарским «Лугано». Алекс дебютировал за «бьянконери» 1 ноября 2015 года, насухо отстояв встречу Суперлиги Швейцарии со «Сьоном». Всего он принял участие в 11 встречах швейцарского первенства сезона 2015/16, пропустив в них 29 голов. Вернувшись из аренды летом 2016 года, Алекс провёл 1 год в роли запасного вратаря «Ла Специи», после чего покинул «орлят».
В 2017 году Алекс перебрался в «Виченцу», где провёл 1 сезон. В следующем году он стал игроком «Триестины», отыграв 18 встреч в первой половине сезона 2018/19. Вторую его часть Алекс выступал в аренде в «Витербезе», проведя 15 матчей и внеся тем самым вклад в подъём клуба в Серию B. В сезоне 2019/20 он тоже находился в аренде, в «Алессандрии», приняв участие в 27 играх Серии C. Вернувшись в расположение «Триестины», Алекс довольствовался ролью второго вратаря, сыграв в 2 матчах сезона 2020/21. В октябре 2021 года состоялось возвращение голкипера в «Про Верчелли». Алекс совмещал выступления за «Про Верчелли» с прохождением тренерских курсов, получив лицензию UEFA B в конце 2021 года.

## Достижения
«Витербезе»
- Обладатель Кубка Серии C (1): 2018/19